# Lucca Staiger
Lucca Staiger (Blaustein, 14 giugno 1988) è un ex cestista tedesco.

## Palmarès
- Campionato tedesco: 3

Bayern Monaco: 2013-14
Brose Bamberg: 2015-16, 2016-17
- Coppa di Germania: 1

Brose Bamberg: 2017
- Supercoppa tedesca: 1

Brose Bamberg: 2015